# Wales, Massachusetts
Wales är en kommun (town) i Hampden County i delstaten Massachusetts, USA. Vid folkräkningen år 2000 bodde 1 737 personer på orten. Den har enligt United States Census Bureau en area på totalt 41,3 km² varav 0,5 km² är vatten.

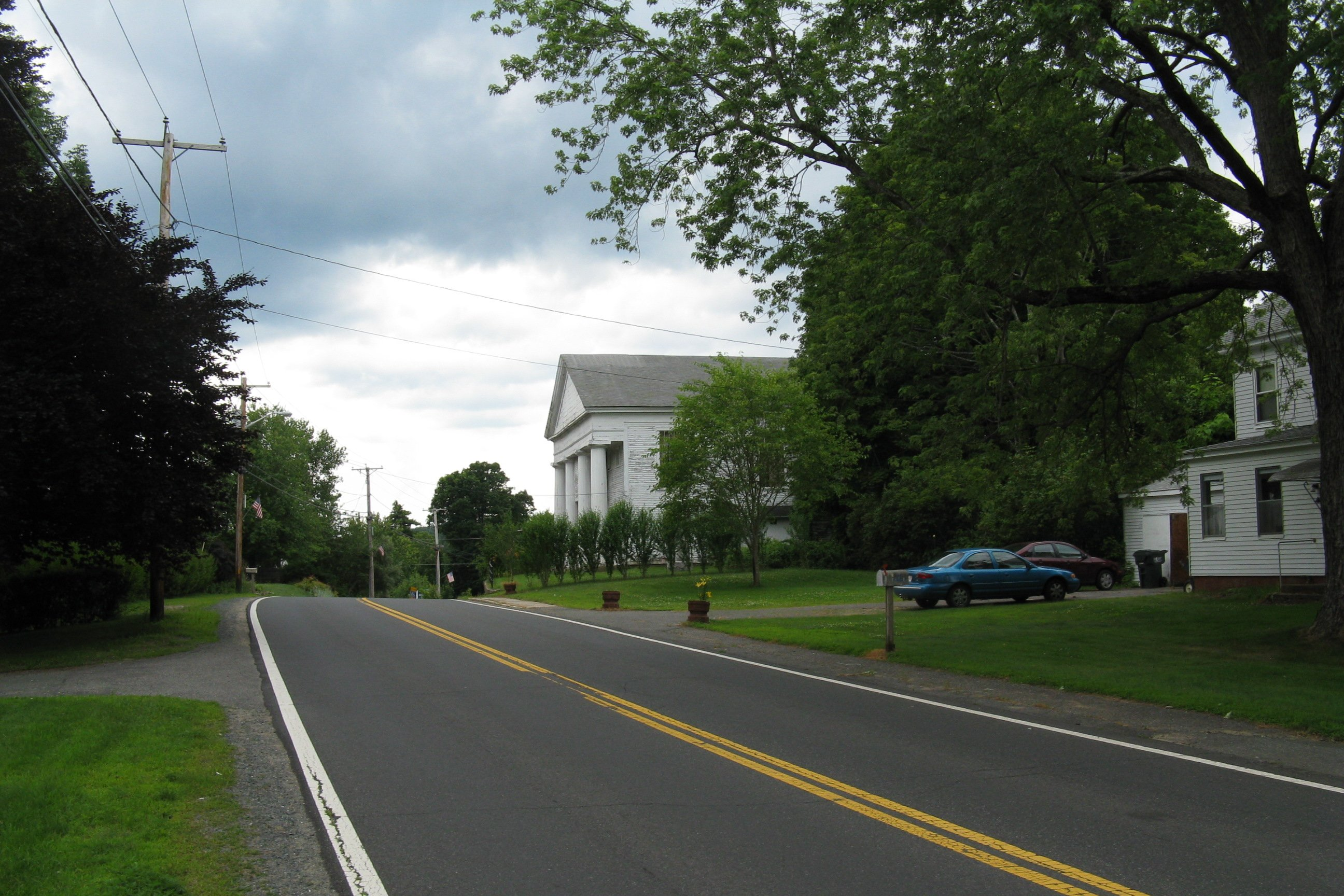
En gata i Wales.